# Структурна індукція
Структу́рна інду́кція — конструктивний метод математичного доведення, який узагальнює математичну індукцію (застосовувану над натуральним рядом) на довільні рекурсивно означені частково впорядковані сукупності. Структурна рекурсія — реалізація структурної індукції у формі визначення, процедури доведення або програми, що забезпечує індукційний перехід над частково впорядкованою сукупністю.
Спочатку[⇨] метод використовувався в математичній логіці, також знайшов застосування[⇨] в теорії графів, комбінаториці, загальній алгебрі, математичній лінгвістиці, але найбільшого поширення як самостійно досліджуваний метод набув у теоретичній інформатиці, де застосовується в питаннях семантики мов програмування, формальної верифікації, обчислювальної складності, функційного програмування.
На відміну від нетерівської індукції — найзагальнішої форми математичної індукції, застосовуваної над довільними фундованими множинами, — в понятті про структурну індукцію мається на увазі конструктивний характер, обчислювальна реалізація. При цьому фундованість сукупності — властивість, необхідна для рекурсивної ви́значності, таким чином, структурну рекурсію можна вважати частковим варіантом нетерівської індукції.

## Історія
Використання методу зустрічається принаймні від 1950-х років, зокрема, в доведенні теореми Лоша про ультрадобутки застосовується індукція побудови формули, при цьому сам метод особливим чином явно не називався. У ті ж роки метод застосовувався в теорії моделей для доведень над ланцюгами моделей, вважається, що поява терміна «структурна індукція» пов'язана саме з цими доведеннями. Карі поділив усі види застосування індукції в математиці на два типи — дедуктивну індукцію і структурну індукцію, класичну індукцію над натуральними числами вважаючи підтипом останньої.
З іншого боку, не пізніше початку 1950-х років метод трансфінітної індукції вже поширювався на довільні частково впорядковані множини, що задовольняють умову обриву ростучих ланцюгів (що еквівалентно фундованості), в той же час Генкін відсилав до можливості індукції «в деяких типах частково впорядкованих систем». У 1960-х роках метод закріпився під назвою нетерівська індукція (за аналогією з нетерівським кільцем, у якому виконано умову обриву ростучих ланцюгів ідеалів).
Явне визначення структурної індукції, яке посилається як на рекурсивну ви́значність, так і на нетерівську індукцію, дав Берстолл) наприкінці 1960-х років, і в літературі з інформатики саме до нього відносять уведення методу.
Надалі в інформатиці утворилося декілька напрямів, які ґрунтуються на структурній індукції як базовому принципі, зокрема, такими є структурна операційна семантика мов програмування Плоткіна), серія індуктивних методів формальної верифікації, структурно-рекурсивна мова запитів UnQL. У 1990-х роках у теоретичній інформатиці поширився метод коіндукції, застосовуваний над нефундованих (як правило, нескінченних) структурах, який вважають дуальним для структурної індукції.
Через широке застосування в теоретичній інформатиці і нечисленність згадок у математичній літературі, станом на 2010-ті роки вважається, що виділення структурної індукції як особливого методу більшою мірою характерне для інформатики, ніж для математики.

## Визначення
Найзагальніше визначення вводиться для класу структур {\displaystyle {\mathfrak {S}}} (без уточнення природи структур {\displaystyle S\in {\mathfrak {S}}}) з відношенням часткового порядку між структурами {\displaystyle \sqsubseteq }, з умовою мінімального елемента {\displaystyle S_{0}} в {\displaystyle {\mathfrak {S}}} і умовою наявності для кожної {\displaystyle S\in {\mathfrak {S}}} цілком упорядкованої сукупності зі всіх структур, що суворо передують їй: {\displaystyle \triangledown S=\{T\in {\mathfrak {S}}\mid T\sqsubset S\}}. Принцип структурної індукції в цьому випадку формулюється так: якщо виконання властивості {\displaystyle P} для {\displaystyle {\mathfrak {S}}} випливає з виконання властивості для всіх структур, що суворо передують їй, то властивість виконано і для всіх структур класу; символічно (в позначеннях систем натурального виведення):
{\displaystyle {\frac {\forall T\in \triangledown S:P(T)\Rightarrow P(S)}{\forall S\in {\mathfrak {S}}:P(S)}}}.
Рекурсивність у цьому визначенні реалізується сукупністю вкладених структур: як тільки є спосіб виводити властивості структури виходячи зі властивостей усіх попередніх їй, можна говорити про рекурсивну визначність структури.
В літературі з інформатики поширена й інша форма визначення структурної індукції, орієнтована на рекурсію за побудовою, в ній {\displaystyle {\mathfrak {S}}} розглядається як клас об'єктів, визначених над деякою множиною атомарних елементів {\displaystyle {\mathcal {A}}\in {\mathfrak {S}}} і набором операцій {\displaystyle \left\{{\mathcal {o}}_{i}:{\mathfrak {S}}^{k_{i}}\to {\mathfrak {S}}\right\}}, при цьому кожен об'єкт {\displaystyle S\in {\mathfrak {S}}} — результат послідовного застосування операцій до атомарних елементів. У цьому формулюванні принцип стверджує, що властивість {\displaystyle P} виконується для всіх об'єктів {\displaystyle S\in {\mathfrak {S}}}, як тільки має місце для всіх атомарних елементів і для кожної операції {\displaystyle {\mathcal {o}}_{i}} з виконання властивості для елементів {\displaystyle S_{1},\dots ,S_{i_{k}}} слідує виконання властивості для {\displaystyle {\mathcal {o}}_{i}(S_{1},\dots ,S_{i_{k}})}:
{\displaystyle {\frac {\forall A\in {\mathcal {A}}:P(A),\,\forall i:(P(S_{1}),\dots P(S_{i_{k}}\Rightarrow P({\mathcal {o}}_{i}(S_{1},\dots ,S_{i_{k}}))}{\forall S\in {\mathfrak {S}}:P(S)}}}.
Роль відношення часткового порядку {\displaystyle \sqsubseteq } з загального визначення тут грає відношення включення за побудовою: {\displaystyle \forall _{j=1\dots i_{k}}S_{j}\sqsubseteq {\mathcal {o}}_{i}(S_{1},\dots ,S_{i_{k}})}.

## Приклади
Запровадження принципу в інформатику мотивувалося рекурсивним характером таких структур даних, як списки і дерева. Перший приклад над списком, наведений Берстоллом — твердження про властивості згортки списків {\displaystyle \circledast } з елементами типу {\displaystyle T} двомісною функцією {\displaystyle \ast :T^{2}\to T} і початковим елементом згортки {\displaystyle t\in T} у зв'язку з конкатенацією списків {\displaystyle \shortparallel }:
{\displaystyle (S_{1}\shortparallel S_{2})\circledast t=S_{1}\circledast (S_{2}\circledast t)}.
Структурна індукція в доведенні цього твердження ведеться від порожніх списків — якщо {\displaystyle S_{1}=\bot }, то:
ліва частина, за визначенням конкатенації: {\displaystyle (\bot \shortparallel S_{2})\circledast t=S_{2}\circledast t},
права частина, за визначенням згортки: {\displaystyle \bot \circledast (S_{2}\circledast t)=S_{2}\circledast t}
і в разі, якщо список непорожній, і починається елементом {\displaystyle x}, то:
ліва частина, за визначенням конкатенації та згортки: {\displaystyle ((x::S_{1})\shortparallel S_{2})\circledast t=x\ast ((S_{1}\shortparallel S_{2})\circledast t)},
права частина, за визначенням згортки і припущенням індукції: {\displaystyle (x::S_{1})\circledast (S_{2}\circledast t)=x\ast ((S_{1}\shortparallel S_{2})\circledast t)}.
Припущення індукції ґрунтується на істинності твердження {\displaystyle S_{1}} і включення {\displaystyle S_{1}\sqsubseteq x::S_{1}}.
В теорії графів структурна індукція часто застосовується для доведення тверджень про багатодольні графи (з використанням переходу від {\displaystyle (k-1)}-дольних до {\displaystyle k}-дольних), у теоремах про амальгамування графів, властивостей дерев і лісів. Інші структури в математиці, для яких застосовується структурна індукція — перестановки, матриці і їх тензорні добутки, конструкції з геометричних фігур у комбінаторній геометрії.
Типове застосування в математичній логіці та універсальній алгебрі — структурна індукція побудови формул з атомарних термів, наприклад, показується, що виконання необхідної властивості {\displaystyle P} для термів {\displaystyle A} і {\displaystyle B} тягне {\displaystyle P(A\vee B)}, {\displaystyle P(A\wedge B)}, {\displaystyle P(\lnot A)} і так далі. Також за побудовою формул виконуються багато структурно-індуктивних доведень у теорії автоматів, математичній лінгвістиці; для доведення синтаксичної коректності комп'ютерних програм широко використовується структурна індукція за БНФ-визначенням мови (іноді навіть виділяється в окремий підтип — БНФ-індукція).